# Isola Severomorcev
L'isola Severomorcev (in russo Остров Североморцев, ostrov Severomorcev) è un'isola russa bagnata dal mare di Kara.
Amministrativamente fa parte del distretto di Tajmyr del Territorio di Krasnojarsk, nel Circondario federale della Siberia.

## Geografia
L'isola è situata poco a nord-ovest della penisola di Poljarnik (полуостров Полярника, poluostrov Poljarnika) e del capo Povorotnyj ( mys Povorotnyj), lungo la costa di Chariton Laptev (берег Харитона Лаптева, bereg Charitona Lapteva), nella parte centrale della penisola del Tajmyr. Fa parte della Riserva naturale del Grande Artico.
È una isola allungata, a forma di 8, che si sviluppa in direzione nord-sud, e misura approssimativamente 1,75 km di lunghezza e 800 m di larghezza massima nella parte inferiore dell'otto. Il punto più alto è di 12 m s.l.m. nella parte settentrionale, mentre l'isola raggiunge gli 11 m in quella meridionale.

## Isole adiacenti
- Isole di Mohn (острова Мона, ostrova Mona), a nord-ovest.
- Isole di Tillo (острова Тилло, ostrova Tillo), a est.
- Isola Golovatik (остров Головатик, ostrov Golovatik), a sud-est, all'interno della baia di Voskresenskij. 75°29′08.77″N 88°30′14.29″E
- Isola Slezka (остров Слезка, ostrov Slezka), a sud-est, all'interno della baia di Voskresenskij. 75°29′24.25″N 88°20′25.94″E